# Socialist Party of America
Socialist Party of America var ett socialistiskt arbetarparti i USA som omfattade flera olika idéströmningar. Det grundades 1901 då det tre år gamla Social Democratic Party of America och en utbrytarfalang ur Socialist Labor Party of America, som lämnat sitt moderparti 1899, gick samman och bildade ett nytt parti. Som mest fick Socialist Party of America sex procent av rösterna vid valet 1912. Partiet upplöstes 1972.

Under 1900-talets första decennier fick partiet stöd från olika grupper. Däribland fackföreningar, progressiva reformister, populister och immigranter. Dock vägrade partiet att forma allianser med andra partier, eller att låta sina medlemmar rösta på andra partier. Eugene Debs fick mer än 900 000 röster i både presidentvalet 1912 och 1920. Som mest fick partiet sex procent av rösterna vid valet 1912. Under tiden valde partiet in två ledamöter i representanthuset (Victor L. Berger och Meyer London), ett antal politiker på delstatsnivå, ett hundratal borgmästare och ett stort antal på mindre betydande politiska poster. Partiets hårdnackade motstånd mot amerikansk inblandning i första världskriget sågs positivt av många men ledde också till avhopp av betydande medlemmar från partiet, att partiet motarbetades från officiellt håll och att partiet i viss mån utsattes för förföljelse av vigilanter. Organisationen splittrades ytterligare över frågan om hur de skulle ställa sig inför den ryska oktoberrevolutionen 1917 och instiftandet av den kommunistiska internationalen 1919. Många valde att lämna partiet för att ansluta sig till Communist Party USA (CPUSA)

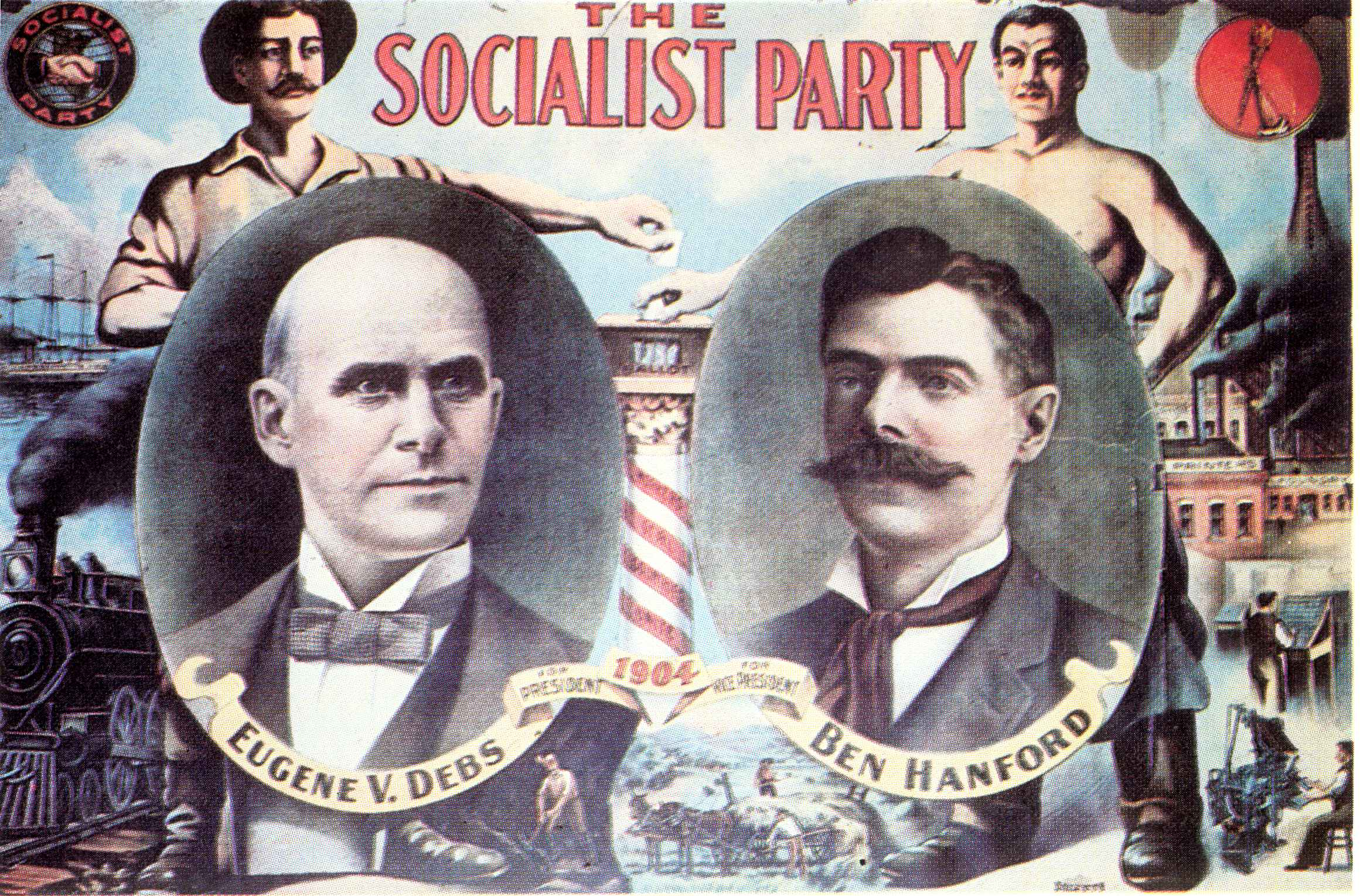
Valaffisch för Eugene Debs i 1904 års presidentval

Efter att ha gett sitt stöd till Robert La Follettes presidentkampanj 1924 återgick partiet till att självt ställa upp i presidentvalen. Det växte långsamt i början på trettiotalet under presidentkandidaten Norman Thomas. Partiets dragningskraft påverkades negativt av Franklin D. Roosevelts New Deal,  Communist Party USA:s flexibilitet och organisation under Earl Browders ledarskap och arbetarrörelsens åter växande önskan att stödja vänsterorienterade politiker i Demokraterna. I ett kontroversiellt och i slutändan misslyckat försök att bredda partiet släppte man in sympatisörer till Lev Trotskij och Jay Lovestone. Det resulterade till att det äldre gardet i partiet lämnade Socialist Party of America och grundade Social Democratic Federation. Partiet var starkt antifascistiskt och antistalinistiskt och partiets linje att USA skulle hålla sig utanför andra världskriget kostade dem därför stöd både inifrån och utifrån.
Partiet slutade ställa upp i presidentvalen efter 1956 när deras kandidat Darlington Hoopes samlade färre än 6000 röster. Under partiets sista årtionden växte splittringen mellan partiets medlemmar angående frågor kring socialismens relation till arbetarrörelsen och Demokraterna och hur man skulle kunna gynna demokratisering i utlandet. 1970-1973 hade spänningarna inom partiet blivit så stora att man bytte namn till Social Democrats USA (SDUSA). Två ledare tillhörande två falanger grundade varsin separat organisation från partiet, Democratic Socialist Organizing Committee och Socialist Party USA.